# Izabela Puchacz
Izabela Puchacz z domu Czapko (ur. 23 lipca 1974 w Elblągu) – polska piłkarka ręczna i trener piłki ręcznej. Wielokrotna mistrzyni i reprezentantka Polski, a także mistrzyni Serbii i Czarnogóry. Grająca na pozycji rozgrywającej.

## Życiorys
Jest wychowanką Startu Elbląg, z którym dwukrotnie sięgnęła po mistrzostwo Polski (1992, 1994), raz po brązowy medal mistrzostw Polski (1995). W sezonie 1994/1995 była zawodniczką Via Weny Warszawa, po czym powróciła do elbląskiego klubu, zdobywając wicemistrzostwo Polski (1997) i dwa brązowe medale mistrzostw (1998, 1999). Od 1999 występowała w Monteksie Lublin, z którym zdobyła cztery tytuły mistrzyni Polski z rzędu (1999–2003) oraz Puchar EHF (2001). W latach 2003–2005 występowała w drużynie Budućnost Podgorica, zdobywając dwukrotnie mistrzostwo Serbii i Czarnogóry (2004, 2005). Następnie powróciła do lubelskiego zespołu występującego wówczas pod nazwą SPR Lublin i po przerwie macierzyńskiej w sezonie 2005/2006 sięgnęła po cztery kolejne tytuły mistrzyni Polski (2007–2010) i tytuł wicemistrzowski (2011). Zakończyła karierę po sezonie 2010/2011.
W reprezentacji Polski debiutowała 2 grudnia 1994 w towarzyskim spotkaniu z Białorusią. Wystąpiła na mistrzostwach świata w 1997 (8. miejsce) i w 1999 (11. miejsce) oraz na mistrzostwach Europy w 1996 (11. miejsce). Ostatni raz zagrała w biało-czerwonych barwach 9 czerwca 2007 w towarzyskim spotkaniu z Serbią. Łącznie w reprezentacji Polski wystąpiła 121 razy, zdobywając 556 bramek.
W 2013 została trenerem piłkarek ręcznych w klubie MKS AZS UMCS Lublin.